# کارمن بونی
کارمن بونی (ایتالیایی: Carmen Boni؛ ۸ آوریل ۱۹۰۱ – ۱۹ نوامبر ۱۹۶۳) بازیگر اهل ایتالیا بود. برخی منابع تاریخ تولد وی را ۱۷ آوریل ۱۹۰۴ نوشته‌اند.
از فیلم‌ها یا برنامه‌های تلویزیونی که وی در آن نقش داشته‌است، می‌توان به محله لاتن و کنت دو مونت-کریستو اشاره کرد.